# 貓頭鷹守護神 (小說)
下面的转换组仅对“大陆简体”和“台湾正体”语言有效。请注意你的语言变种设置。
《猫头鹰王国》（英語：Guardians of Ga'Hoole），美國作家凱瑟琳·拉斯基的奇幻文學系列作品，一共有十五册本传、两册外传和一本手册。全篇是以主角索倫引導到蓋胡神木的守護神們的冒險故事。榮獲美國紐約時報重點推薦暢銷書的美名。
小說的第一至三集《逃離聖鬼鴞學院》（The Capture）、《飛向蓋胡島神木》（The Journey）、《索倫的救援計畫》（The Rescue）由澳洲的特效及動畫公司Animal Logic改編為電影。

## 剧情概要
小说讲述的是一只名叫赛林的小倉鴞，刚刚出生没多久，本应在爸爸妈妈的怀抱中撒娇，并等着最激动的时刻的到来——爸爸教他学飞——这也是所有小雏鸟最盼望的事情，赛林却在沉睡中遭受到暗算，被推出温暖的窝，并被邪恶的猫头鹰掳到圣灵枭猫头鹰孤儿
院，并在那里亲身经历和目睹到一些极其可怕和残忍的事情，他意识到这股邪恶的力量即将打碎猫头鹰王国的安宁，于是，赛林的生活轨迹从此改变，同时改变的也有它对世界的看法——曾经世界在他眼中是玫瑰色的，却不知道绚烂之后也藏着黑暗与阴霾。于是，一个神奇的旅程就此开始。一路上，赛林和其朋友将一起找寻真理，与不可想象的危险战斗，由一只曾经弱不禁风的小雏鸟到最后王者归来......

## 書籍

### 主线
1. Guardians of Ga'Hoole: The Capture（2003年）
  - 精装版：ISBN 978-0-7862-9865-5
  - 平装版：ISBN 978-0-4394-0557-7
  - 中國大陸譯名：（2009年9月1日，馬愛農譯）
    - ISBN 978-7-5353-4124-2

  - 臺灣譯名：（2010年10月11日，宋亞譯）
2. Guardians of Ga'Hoole: The Journey（2003年）
  - 精装版：ISBN -
  - 平装版：ISBN 978-0439405584
  - 中國大陸譯名：（2009年9月1日，馬愛農譯）
    - ISBN 978-7-5353-4125-9

  - 臺灣譯名：（2010年10月11日，陸月夏譯）
3. Guardians of Ga'Hoole: The Rescue（2004年）
  - 精装版：ISBN 978-0439405591
  - 中國大陸譯名：（2009年9月1日，李俏梅譯）
    - ISBN 978-7-5353-4126-6

  - 臺灣譯名：（2010年10月11日，林丹淇譯）
4. Guardians of Ga'Hoole: The Siege（2004年）
  - 中國大陸譯名：（2010年1月1日，姜玉雪譯
    - ISBN 978-7-5353-4619-3

  - 臺灣譯名：（2010年3月1日，古倫譯）
5. Guardians of Ga'Hoole: The Shattering（2004年）
  - 中國大陸譯名：（2010年1月1日，張富華譯）
    - ISBN 978-7-5353-4897-5

  - 臺灣譯名：（2011年5月31日，古倫譯）
6. Guardians of Ga'Hoole: The Burning（2004年）
  - 中國大陸譯名：（2010年1月1日，孫玉榮譯）
    - ISBN 978-7-5353-4898-2

  - 臺灣譯名：（2011年9月30日，古倫譯）
7. Guardians of Ga'Hoole: The Hatchling（2005年）
  - 中國大陸譯名：（2011年6月1日，王瓊 國英斌譯）
    - ISBN 978-7-5353-5370-2

  - 臺灣譯名：（2011年10月30日，盧相如譯）
8. Guardians of Ga'Hoole: The Outcast（2005年）
  - 中國大陸譯名：（2011年6月1日，王瓊 戰曉峰譯）
    - ISBN 978-7-5353-5371-9

  - 臺灣譯名：（2012年1月15日，盧相如譯）
9. Guardians of Ga'Hoole: The First Collier（2006年）
  - 中國大陸譯名：（2011年6月1日，王瓊 劉婧媛譯）
    - ISBN 978-7-5353-5372-6

  - 臺灣譯名：（2012年3月15日，林雨蒨譯）
10. Guardians of Ga'Hoole: The Coming of Hoole（2006年）
  - 中國大陸譯名：（2012年6月1日，王瓊 陳曉希譯）
    - ISBN 978-7-5353-6713-6

  - 臺灣譯名： （2012年7月2日，林雨蒨譯）
11. Guardians of Ga'Hoole: To Be a King（2006年）
  - 中國大陸譯名：（2012年6月1日，王瓊 張魯譯）
    - ISBN 978-7-5353-6714-3

  - 台灣譯名：（2013年4月，古倫譯）
12. Guardians of Ga'Hoole: The Golden Tree（2007年）
  - 中國大陸譯名：（2012年6月1日，王瓊 劉美辰譯）
    - ISBN 978-7-5353-6715-0

  - 台灣譯名：（2013年8月，古倫譯）
13. Guardians of Ga'Hoole: The River of Wind（2007年）
  - 中國大陸譯名：（2012年12月1日，王瓊 郭金譯）
    - ISBN 978-7-5353-7880-4

  - 台灣譯名：（2014年5月31日，古倫譯）
14. Guardians of Ga'Hoole: Exile（2007年）
  - 中國大陸譯名：（2012年12月1日，馬愛農譯）
    - ISBN 978-7-5353-7881-1

  - 台灣譯名：（2014年7月31日，古倫譯）
15. Guardians of Ga'Hoole: The War of the Ember（2008年）
  - 中國大陸譯名：（2012年12月1日，馬愛農譯）
    - ISBN 978-7-5353-7882-8

  - 台灣譯名：

### 手册及前传
- A Guide Book to the Great Tree（2007年）
  - 精装版：ISBN 978-1-417-79508-6
  - 平装版：ISBN 978-0-439-93188-5
- Lost Tales of Ga'Hoole（2010年）
  - 精装版：ISBN 978-0-606-14679-1
  - 平装版：ISBN 978-0-545-10244-5
- The Rise of a Legend （2013年7月）
  - 精装版：ISBN 978-0-545-50978-7

### 绝境狼王系列
《绝境狼王》（Wolves of the Beyond）是作者继主线之后推出的一个独立的系列，以一只被弃的小狼作为主角。书中出现或提到了主线中的部分人物。
1. Lone Wolf
2. Shadow Wolf
3. Watch Wolf
4. Frost Wolf
5. Spirit Wolf
6. Star Wolf

## 人物简介

### 无敌四人组
赛林：雄性仓鸮，男主角。被哥哥昆郎推出巢穴，随即被圣灵枭猫头鹰孤儿院抓去，此后便开始了一系列的冒险旅程。“精英团队”的领袖，拥有观星眼。他是考林的叔叔兼贴身顾问，后考林在余烬之战中阵亡，他继任成为珈瑚巨树的新君主。他杀死了妮拉和龙鹰奥兰多。
吉菲：雌性姬鸮，女主角。“精英团队”的一员，导航队督导。她在昆里沙漠王国的一棵仙人掌里孵化出来，曾被圣灵枭孤儿院的巡逻队抓去，后来跟赛林一同逃脱，一道去往珈瑚巨树。现任领航督导。吉菲能说会道，聪明乖巧，但丽莎要比她更爱说话。
灰灰：雄性乌林鸮。自信满满，喜欢吹嘘，总是在唱称颂自己的歌，但他心肠极好。被孵化出来后便被遗弃，自己挣扎着学会了生存。在余烬之战中他找到了自己从未谋面的两个亲兄弟，他们在他出生前便早已离开了巢穴。灰灰的战斗能力极强，喜欢在战斗的时候唱战斗之歌以震慑敌人。“精英团队”的一员，珈瑚守卫者之一，搜救队队员。
掘哥：雄性穴鸮。是“精英团队”中最爱思考的一员，擅长走路。圣灵枭孤儿院成员曾袭击他的家，吃掉他的兄弟，使他与父母分离。珈瑚守卫者之一，追踪队队员。掘哥是个思想很有深度的思想家，经常想他人之所不能想。在第四部《围攻》中，被曝对西娃一往情深。

### 赛林的家人
伊兰雌性仓鸮，索倫的妹妹，幼时曾被纯族抓去，后来被灰灰和掘哥所救。索倫的妹妹，受到索倫体贴的关照。她跟迎春花是最要好的朋友。曾被纯族扰乱。“精英团队”与搜救队的成员之一。
诺图雄性仓鸮，索倫的父亲。他和索倫母亲的幽灵曾提醒过索倫‘金属嘴’（昆郎）的存在。
玛莱拉雌性仓鸮，索倫的母亲。
昆郎雄性仓鸮，也叫金属嘴，是索倫的哥哥，也是林考的父亲。在第6部燃烧里面被灰灰所杀。
白莉茉/莉莉雌性仓鸮，索倫的妻子，在一次森林大火中被索倫救下。
贝儿、布蕾、巴茜索倫和白茉莉的三个女儿。
贺瑞斯·皮圈雌盲蛇，在索倫家里当蛇保姆，珈瑚巨树竖琴协会的成员。
考林/林考雄性仓鸮。昆郎与妮拉之子，索倫的侄子，月蚀之夜所生。拥有强大的力量，天性善良，因取出了瑚儿炭火而成为珈瑚巨树的君主。后在余烬之战中阵亡。

### 珈瑚巨树
白伦雄性雪鸮。曾担任珈瑚巨树的君主。他经常讲一些稀屎笑话，并且据传他跟海鸥打交道，人们觉得他这么干很不光彩，但是大家仍然很爱戴他。他是白兰的丈夫。
白兰雌性雪鸮。在考林来到珈瑚巨树前是巨树上的王后。在搜救队中担任督导。是白伦的妻子。
思趣雌性西点林鸮。珈瑚巨树上一位很受尊敬的督导，曾担任领航队的督导，在第四部《围攻》中被妮拉杀害。 思拉的后裔。
一指大师雄性长耳须角鸮。珈瑚巨树上的智慧长者，赛林最敬佩的导师。他当基尔联盟的一名战士时，被称为“基尔的一指”，曾担任气象队的督导。他也喜欢讲稀屎笑话，也跟海鸥打交道。
赛林的监护人，最好的朋友是奥塔大婶。他最显而易见的特点是他的左脚只有三个爪而且有一只斜视的眼。在第九部《传奇》中逝世。
普特雄性鬼鸮。气象队的第一任队长，在一指大师被逮捕之后担任首领。
嘭嚓嚓太太雌性雪鸮。珈瑚巨树上优雅的歌唱家。嘭嚓嚓太太是雪玫瑰的后裔。她的名字Brunwella被流浪铁匠简短提到。
奥塔雌性基尔蛇。在一指大师以及嘭嚓嚓女士的巢里打杂多年。
西娃雌性穴鸮。追踪队的督导。
肥肥雌性穴鸮。曾担任过珈瑚学的督导，比较惹大家讨厌。在第四部《围攻》中，背叛了珈瑚巨树。后被送往北方王国歌佬姐妹隐居地。
布伯雄性大雕鸮。珈瑚巨树的铁匠，跟嘭嚓嚓是好朋友。
艾文采集队的督导。在14部的巨树之战阵亡。
伍迪思趣死后的领航队督导。
马大姐雌性喜鹊货娘，每年都会到珈瑚巨树兜售物品。
泡泡马大姐的助手。
丽莎雌性西点林鸮，是个话痨，喜欢炫耀自己的祖先思拉。“精英团队”、采集队和气象队的成员。起初被无敌四人组厌恶，但后来在许多任务中与他们同行。气象家思拉的后裔，也就是说，她是瑚儿的后裔。克雷的妻子。
迎春花雌性山鸺鹠。伊兰最好的朋友，搜救队成员之一。
马丁雄性棕榈鬼鸮。精英团队的成员，珈瑚巨树守卫者，采集队和气象队的成员。
红宝雌性短耳鸮，精英团队的成员之一，采集队和气象队中一位技艺高超的飞行员。极其厌恶读书。特点是淡红色的羽毛。
小银雄性小乌枭。气象队的成员。在“群鹰坠落”事件中被营救回来　。
豆豆雄性大草鸮。

### 纯血團
克勞德雄性仓鸮，索倫的哥哥，纯族部落的首领，奈拉的丈夫。幼年时便加入纯族，暗算了弟弟索倫，未加入纯族而將弟弟赛林推出巢穴，被称为“鐵鉤”。在第6部《探索北方王國-24章 冰與火之戰》中陣亡。
奈拉雌性仓鸮，克勞德的妻子，柯林的母親。被認為是巫魔的化身。
Tarn（塔尔）：雄性穴鸮，妮拉的第一指挥官，帮助妮拉建立昆里沙漠基地。被腾树所杀。
小斯雄性仓鸮，纯族的中尉（后晋升上尉，再到指挥官）归妮拉管辖，后来被提升至妮拉的第一指挥官。
达达/菲利普雄性乌草猫头鹰，Tyto tenebricosa （页面存档备份，存于）.纯族里身份低微的士兵。在柯林孵化之后跟柯林成为朋友。又名菲利普。被妮拉所杀。
沃墨雄性仓鸮，纯族的中尉（First Lieutenant）。在第四部《衝破鐵鉤封鎖線》中被毒死，奇怪的是後來他又出现了。
阿莫雄性仓鸮，纯族的少尉（后晋升为中尉）。很喜欢考林，因为柯林的關係離開了纯血團。後來在边缘之地为了保護柯林和蓋胡炭火而被病狼咬死。
小金雌性仓鸮，纯族奸细，伊兰的室友。在第五部《扰乱》中帮助妮拉扰乱伊兰。
斯玛雄性小乌枭。因为在打仗时临阵脱逃而被妮拉关进牢里。

### 聖鬼鴞學院
斯吭雌性大雕鸮。阿巴拉将军，后被赛林杀死。
思崩雄性西美角鸮。斯吭的副官。
芬妮/芬姨雌性雪鸮。索倫在聖鬼鴞學院時的石坑監護人。是索倫最害怕的貓頭鹰。她嗜食同類，曾企图谋殺红藤和吉菲。被索倫撕破旧伤，死于失血过多。
阿舅雄性大雕鸮。吉爾菲在聖鬼鴞學院時的石坑監護人。
林伯雄性鬼鸮。生性勇敢，成年时曾被聖鬼鴞學院巡逻队俘虜作为人质，聖鬼鴞學院保證放過他的家人。教會索倫 吉爾菲飛翔，使他们得以從聖鬼鴞學院脱身。赛林和吉菲逃脱后，他被斯吭所殺。
'47-2'：雌性西美角鸮。在聖鬼鴞學院的小食团场担任分拣员。
红藤雌性西点林鸮。来自安巴拉王国。被聖鬼鴞學院巡邏隊抓住，经训练后在聖鬼鴞學院捡蛋场担任孵蛋员，帮助救走了巡逻队檢来的很多猫头鹰蛋。被芬姨陷害，推下悬崖，但被斑斑和赞赞两只鹰救走。后身体变得透明，改名叫“霧”，做了珈瑚巨树在安巴拉的探子。有超能力，可以探知他人的想法。

### 绝地之狼
邓肯麦肯部落的首领。麦肯部落是边缘之地的绝地之狼中最大的一支，守护着瑚儿炭火。
敦利麦西部落的首领。麦西部落也是边缘之地的绝地之狼中的一支。他招募麦西部落的成员加入其领导的危狼群体。他嫉妒麦肯部落的残疾狼可以成为啃骨狼（瑚儿炭火的守护者），为了让麦西部落的狼加入神圣守卫团，把健全的狼宝宝弄成残废。
盖本雌性恐狼，麦西部落的成员，她唯一的独生子科迪被敦利弄成残废。
科迪盖本的儿子。身世很可怜。为抢救柯丽丝之书而献身。
哈密希麦肯部落成员，神圣守卫团的啃骨狼，曾经是瘸腿狼。跟考林是朋友，在考林取回瑚儿碳火之后他成为新的奋哥儿。他的名字取自古狼语（虚构语言）的hamycch ,“跳跃”。
班戈：哈密希的教官。

### 北方王国
克雷雄性西点林鸮。极北之地皇室的王子。丽莎的丈夫。
霍克奥塔大婶的一个亲戚，是一条基尔蛇。
奥尔夫黑禽岛的传奇铁匠，银纱森林的流浪铁匠的师傅，拥有火焰魔眼。
埃夫加雄性长耳须角鸮。一指大师的哥哥，“冰爪之战”中的叛徒。因为喜欢一指大师的伴侣莉儿而叛变，阴险狡诈。后投靠纯族。
嘎嘎埃夫加的蛇，及其爱喝槟格汁。也是叛徒。
莉儿雌性长耳须角鸮。一指大师已去世的妻子，在“冰爪之战”中死亡。
小波：全名丝瓦波，北极熊，一指大师的粉丝。参加过冰爪战争。
图拉：雌性短耳鸮，曾在歌佬隐居地照顾埃夫加。
霜花：雌性棕榈鬼鸮。珈瑚巨树的盟军冷霜喙的指挥官。
莫斯：雄性雪鸮。恒冬海最西北部毒牙湾的一名老战士。
米塔：雌性雪鸮。吟游诗人，莫斯的妻子。
小胖，芭儿，小肥仔：北方的角嘴海雀一家，头脑简单到无法与其交流的程度。赛林一行曾两次遇到他们，得到他们的帮助。
海盗猫头鹰：北方王国的海盗无赖，四肢发达，头脑简单，爱好给自己的羽毛染色。最崇拜染成金色的猫头鹰。其中有两只叫阿福和菲林的。

### 传奇中的角色
瑚儿雄性西点林鸮，珈瑚巨树第一任君主。被格兰克抚育大。思拉的丈夫。
荷拉雄性西点林鸮，诺雷斯加尔王国的国王，瑚儿的父亲。被巫魔杀害。
西弗雌性西点林鸮，荷拉的妻子，诺雷斯加尔王国的皇后，瑚儿的母亲。
格兰克雄性西点林鸮，第一个采集员，有火焰魔眼。荷拉国王和西弗王后最信任的挚友，瑚儿的养父。第九部《传奇》的讲述者。
思拉雌性西点林鸮，思玛茵的女儿，瑚儿的妻子，思趣和丽莎的祖先，也是丽莎崇拜的对象。极善于用短刀作战（这也是电影里思趣用双刀的原因）。著名的气象学家。
思玛茵雌性西点林鸮，第一队气象队的督导，杀掉了露塔。思拉的母亲。
西奥雄性大雕鸮，格兰克的徒弟，是第一个铁匠，发明了战爪。和平主义者，讨厌战争。
蝎帝雄性大雕鸮，西奥的弟弟。他不择手段地篡夺了冰霜王宫中荷拉王的王冠。
拉里爵士冰霜军团的军官，巨树议会的会员。殁于短日长夜之役。
菲尼斯雄性鸺鹠，瑚儿的朋友，十分勇敢。
莫丝雌性雪鸮。西弗皇后的忠实女仆，在西弗受伤时为她猎旅鼠时被巫魔杀死。
罗娜雌性西点林鸮，歌佬修女会会长，曾被巫魔控制。居住在埃斯米尔岛上。西弗的表姐。
雪玫瑰雌性雪鸮。嘭嚓嚓太太的祖先。也是有名的歌手之一，后来成为嘭嚓嚓合唱团成员之一。
柯丽丝雌性巫魔，有强大的魔法。她创造了露塔，写了一部记载她的邪恶魔法的书。伊克巫婆的朋友。在短日长夜之役中阵亡。
露塔召唤生物，被柯丽丝创造出来，由于被思玛茵认为"不是个好东西"而被思玛茵所杀。可以变身，曾伪装成思拉，在此过程中爱上了瑚儿并创造出自己的砂囊，拥有了情感。至死也没有获得承认，具有悲剧色彩。
乔斯荷拉国王和西弗王后最忠诚的信使。
艾林爵士雄性雪鸮，曾被认为是斑林鸮。他背叛了荷拉国王，是个半巫魔。杀害了荷拉国王。
伊败德爵士：艾林爵士的表弟。
朋克巫魔雄性巫魔，艾林爵士的盟友。
扑厉雄性大雕鸮，荷拉王的敌人。跟巫魔交往，并娶伊克巫婆为妻。
伊克巫婆雌性巫魔。扑厉的妻子。
阿克巫婆雌性巫魔。致命杀手，为艾林爵士效劳。
奋哥儿绝地之狼所有部落的总头领，跟格兰克是好友，被巫魔所杀。他死后，为了纪念他，所有绝地之狼的总首领都叫做奋哥儿。
敦利麦西部落的绝地之狼，奋哥儿的敌人，曾跟艾林爵士结成联盟，妄图统治希尔瑟加。在断爪岩被麦拉部落的纳马拉所杀。
希嘉生活在苦海的北极熊。西弗王后的朋友。
西瓦北极熊，希嘉的丈夫。

### 久国
腾树雄性蓝鹰，久国的鸢宗，一位引路的圣贤，擅长丹雅之气，十分善良，已经活了三百二十五年。他的母亲生活在传奇时代，见过西奥。
奥兰多/强哥雄性龙鹰，久国皇室成员。因对于无所事事的生活的厌恶，拔掉过长的羽毛，化名强哥飞到了五大王国，救下受伤的贝儿，后被妮拉拷打逃出，去了珈瑚。而后变坏，在余烬之战杀了考林，最终被赛林杀死。
皇太后：雌性蓝色老龙鹰，半夏王宫之主。蓝色与青绿色的大猫头鹰，羽毛极长，十分美丽，但不会飞，需要坐在仆人抬的轿子里。情绪容易激动，喜欢繁文缛节。
第七代圣精灵：雄性蓝鹰，时间之山上猫头鹰屋的头领，已经活了四百多岁。一个充满智慧的老人，知道龙鹰的秘密。

## 改編作品

### 電影
- （2010年）

### 遊戲
- 《貓頭鷹守護神（英语：Legend of the Guardians: The Owls of Ga'Hoole (video game)）》（2010年）

## 参見
- 绝境狼王